# Engadget
Engadget è un blog e podcast multilingue su tecnologia ed elettronica di consumo. Engadget ha attualmente nove distinti siti, tutti operanti simultaneamente ed ognuno con il proprio personale, che riguardano notizie di tecnologia in diverse parti del mondo e nelle rispettive lingue. Il sito è disponibile in lingua inglese, cinese (semplificato e tradizionale), giapponese, spagnolo, polacco, coreano e tedesco.
Engadget ha vinto il Weblog Award 2007 nella categoria "Siti tecnologici". Il sito è alla posizione 267 dei siti internet con più alto traffico secondo i rilevamenti di Alexa. Secondo Technorati, Engadget è il quinto blog più popolare al mondo.
Engadget è stato cofondato dall'ex editore di Gizmodo Peter Rojas. Engadget è membro di Weblogs, Inc., una rete di blog a cui aderiscono oltre 75 weblog fra cui Autoblog e Joystiq. Nel 2005 Weblogs Inc. è stata rilevata da AOL. Il redattore capo di Engadget, Ryan Block, ha annunciato il 22 luglio 2008 che avrebbe rassegnato le proprie dimissioni alla fine di agosto, lasciando il ruolo a Joshua Topolsky.